# Destinées
Destinées (bra: Destino de Mulher) é um filme franco-italiano de 1954, dos gêneros comédia dramática e ficção histórica, dirigido por Marcello Pagliero, Jean Delannoy e Christian-Jacque, e estrelado por Claudette Colbert, Michèle Morgan e Martine Carol em três segmentos diferentes. O roteiro, escrito por diversos roteiristas, foi baseado em uma história de Sergio Amidei, na peça teatral "Lisístrata" (411 a.C.), de Aristófanes; e na vida de Joana d'Arc. O filme foi distribuído na Itália como Destini di donne e nos Estados Unidos como Daughters of Destiny.
A trama retrata três histórias que, apesar de não serem relacionadas, abordam a vida de uma mulher e a guerra.

## Sinopse
Ao longo da história, as mulheres tiveram que desempenhar seu papel na guerra e, ao fazê-lo, tiveram que forjar seus próprios destinos.

### Elisabeth
Após a Segunda Guerra Mundial, Elisabeth Whitefield (Claudette Colbert), uma viúva estadunidense, empreende uma jornada dolorosa a um cemitério militar na Itália para recuperar o corpo de seu marido, Henry (Mirko Ellis), e arranjar sua repatriação. Curiosa para descobrir mais sobre como seu marido encontrou a morte nas mãos de nazistas alemães, a vida de Elisabeth toma um rumo inesperado quando ela conhece uma mulher italiana e descobre que seu marido teve um filho fora do casamento com ela, o que a faz questionar o amor e todos os motivos de seu marido.

### Jeanne
Em abril de 1430, Joana d'Arc (Michèle Morgan), com dúvidas sobre sua missão divina, chega exausta com seu exército a uma fazenda. Lá, eles conhecem uma mulher cujo filho recém-nascido havia acabado de falecer. Ao segurar a criança em seus braços, Joana testemunha um milagre momentâneo quando o bebê retorna à vida. Este evento é interpretado por Joana e seu exército como um sinal de que Deus ainda os apoia. Encorajados, eles partem para sua próxima batalha, sem estar completamente cientes das situações complicadas que enfrentarão.

### Lysistrata
Em 411 a.C., a Guerra do Peloponeso ainda segue firme. Cansada desse conflito interminável, Lisístrata (Martine Carol), esposa do general ateniense Cálias (Raf Vallone), mobiliza a oposição à guerra entre as mulheres da cidade, que juntas concordam em negar os direitos conjugais de seus maridos até o fim do conflito. Ao perceberem que fazer amor é preferível a fazer guerra, os atenienses finalmente decidem que chegou a hora de fazer as pazes com Esparta, embora nada seja tão fácil como pareça.

## Elenco
segmento "Elisabeth"
- Claudette Colbert como Elisabeth Whitefield
- Eleonora Rossi Drago como Angela Ascari / Camponesa
- Mirko Ellis como Henry Whitefield

segmento "Jeanne"
- Michèle Morgan como Joana d'Arc / Jeanne d'Arc
- Daniel Ivernel como Capitão Baretta
- Robert Dalban como D'Aulon
- Katherine Kath como Garota
- Andrée Clément como Mãe
- Gil Delamare como Noiroufle
- Jacques Fabbri como Pierre d'Arc
- Jim Gerald como Soldado
- Michel Piccoli como Pasquerel

segmento "Lysistrata"
- Martine Carol como Lisístrata
- Raf Vallone como Cálias
- Paolo Stoppa como Nicéforo
- Nerio Bernardi como Crátides
- Mario Carotenuto como Eróstrato
- Nyta Dover como Aphrodee
- Giuseppe Porelli como Górgias
- Aldo Silvani como Ateniense

## Recepção
Um crítico, escrevendo para o The New York Times, afirmou: "Os efeitos da guerra sobre algumas mulheres de tempos antigos, medievais e modernos são explorados com sucesso variável em Daughters of Destiny ... Embora os segmentos modernos e medievais deem a impressão de serem fragmentos de um filme maior, suas protagonistas conseguem dar às personagens que retratam uma medida de profundidade".